# Филатов, Валентин Владимирович
Валенти́н Влади́мирович Фила́тов (19 марта 1982, Ленинград, СССР) — российский футболист, защитник.

## Биография
Отец Владимир работал старшим научным сотрудником в Научно-исследовательском институте электрофизической аппаратуры (Металлострой). Мать Марина — медсестрой в диспансере. Погибли в автокатастрофе 5 октября 2003 перед матчем «Зенит» — «Черноморец». Автомобиль «Ока», которым управлял отец Филатова, вынесло на встречную полосу на проспекте Обуховской Обороны в Санкт-Петербурге. Мать Валентина погибла на месте, отец скончался в больнице. Валентин Филатов в этом матче участия не принимал и смотрел дома по телевизору, но родители все равно захотели посмотреть матч «Зенита» на «Петровском».
Воспитанник ДЮСШ «Звезда». В 2001 году выступал за вторую команду «Зенита» во втором дивизионе. В 2002 году попал в основной состав петербургского клуба. В 2003 году в игре за дубль с «Сатурном» в манеже получил тяжёлую травму — разрыв передней крестообразной связки левого колена. После гибели родителей долго не мог восстановиться психологически, был отправлен в дубль. В 2005 году полсезона выступал за «Носту» и половину — за «Петротрест». В 2006 году выступал в Румынии за клуб «Униря». С 2007 года играл за «Спартак-Нальчик». В августе 2011 года подписал двухлетнее соглашение с ФК «Ростов». В сентябре 2012 года перешёл в футбольный клуб «Химки». В июне 2013 из-за разногласий с тренером покинул команду. Играл в чемпионате Гатчины, выступал экспертом на матчах «Зенита» на телеканале 100ТВ.
6 августа 2013 подписал контракт с клубом второго дивизиона «Тосно». 12 марта 2014 забил единственный гол в 1/8 Кубка России в гостевом матче против московского «Спартака». По окончании сезона 2014/2015 покинул клуб в качестве свободного агента.
27 августа перешёл в петербургское «Динамо». 2 декабря 2016 покинул клуб по соглашению сторон. В 2017 году предложений от клубов не получал и завершил профессиональную карьеру; выступал в составе команды «МашТех» в чемпионате Санкт-Петербурга.
С декабря 2017 года — тренер в любительском клубе «КФ» СПб на зимнем первенстве города. В конце августа 2019 года заявлен в качестве игрока в команду СТД «Петрович», участвующую в чемпионате Санкт-Петербурга. Являлся также главным тренером молодёжной команды ФК «КФ». С 2020 тренер ГБУ СШОР Колпинского района Санкт-Петербурга (СШОР Искра).
Окончил Университет имени Лесгафта. По состоянию на 2017 год имел тренерские лицензии категории С и юношескую B.

## Статистика
| Статистика выступлений | Статистика выступлений | Статистика выступлений | Статистика выступлений | Статистика выступлений | Статистика выступлений | Статистика выступлений | Статистика выступлений | Статистика выступлений | Статистика выступлений | Статистика выступлений | Статистика выступлений | Статистика выступлений | Статистика выступлений |
| Клуб                   | Год                    | Чемпионат              | Чемпионат              | Чемпионат              | Кубок                  | Кубок                  | Кубок                  | Еврокубки              | Еврокубки              | Еврокубки              | Всего                  | Всего                  | Всего                  |
| Клуб                   | Год                    | Игры                   | Голы                   | ЖК                     | Игры                   | Голы                   | ЖК                     | Игры                   | Голы                   | ЖК                     | Игры                   | Голы                   | ЖК                     |
| ---------------------- | ---------------------- | ---------------------- | ---------------------- | ---------------------- | ---------------------- | ---------------------- | ---------------------- | ---------------------- | ---------------------- | ---------------------- | ---------------------- | ---------------------- | ---------------------- |
| Локомотив-Зенит-2      | 2001                   | 24                     | 2                      | 2                      | 0                      | 0                      | 0                      | —                      | —                      | —                      | 24                     | 2                      | 2                      |
| Зенит                  | 2002                   | 21                     | 0                      | 3                      | 3                      | 0                      | 0                      | 4                      | 1                      | 1                      | 28                     | 1                      | 4                      |
| Зенит                  | 2003                   | 0                      | 0                      | 0                      | 1                      | 0                      | 1                      | —                      | —                      | —                      | 1                      | 0                      | 1                      |
| Зенит                  | 2004                   | 0                      | 0                      | 0                      | 0                      | 0                      | 0                      | 0                      | 0                      | 0                      | 0                      | 0                      | 0                      |
| Носта                  | 2005                   | 17                     | 1                      | 0                      | 0                      | 0                      | 0                      | —                      | —                      | —                      | 17                     | 1                      | 0                      |
| Петротрест             | 2005                   | 14                     | 1                      | 1                      | 0                      | 0                      | 0                      | —                      | —                      | —                      | 14                     | 1                      | 1                      |
| Униря                  | 2006                   | 12                     | 0                      | 0                      | 0                      | 0                      | 0                      | —                      | —                      | —                      | 12                     | 0                      | 0                      |
| Спартак-Нальчик        | 2007                   | 26                     | 0                      | 3                      | 0                      | 0                      | 0                      | —                      | —                      | —                      | 26                     | 0                      | 3                      |
| Спартак-Нальчик        | 2008                   | 14                     | 1                      | 3                      | 1                      | 0                      | 1                      | —                      | —                      | —                      | 15                     | 1                      | 3                      |
| Спартак-Нальчик        | 2009                   | 10                     | 0                      | 1                      | 1                      | 0                      | 1                      | —                      | —                      | —                      | 11                     | 0                      | 2                      |
| Спартак-Нальчик        | 2010                   | 12                     | 0                      | 2                      | 0                      | 0                      | 0                      | —                      | —                      | —                      | 12                     | 0                      | 2                      |
| Ростов                 | 2011/12                | 11                     | 0                      | 3                      | 1                      | 0                      | 0                      | —                      | —                      | —                      | 12                     | 0                      | 3                      |
| Химки                  | 2012/13                | 18                     | 0                      | 3                      | 2                      | 0                      | 9                      | —                      | —                      | —                      | 20                     | 0                      | 3                      |
| Тосно                  | 2013/14                | 23                     | 0                      | 1                      | 3                      | 1                      | 0                      | —                      | —                      | —                      | 26                     | 1                      | 1                      |
| Тосно                  | 2014/15                | 9                      | 1                      | 0                      | 3                      | 0                      | 0                      | —                      | —                      | —                      | 10                     | 1                      | 0                      |